# Megan Barry
Megan Christine Barry (née Mueller; Santa Ana, 22 de septiembre de 1963) es una empresaria y política estadounidense. Fue la séptima y primera alcaldesa de Nashville y el condado de Davidson, puesto que ocupó desde 2015 hasta el 6 de marzo de 2018, cuando renunció tras declararse culpable de robo de delito relacionado con una relación extramatrimonial con su guardaespaldas. Es miembro del Partido Demócrata.

## Trayectoria
Megan Barry creció en Overland Park, Kansas, donde se graduó de la escuela privada de niñas Notre Dame de Sion en las cercanías de Kansas City, Misuri.Obtuvo una licenciatura en educación primaria de la Universidad de Baker en Baldwin City, Kansas en 1986, donde fue miembro de Alpha Chi Omega.También obtuvo un MBA de la escuela Owen de gestión en la Universidad de Vanderbilt en 1993.

### Como mujer de negocios y empresaria
Megan Barry trabajó en el ámbito de la ética empresarial y la responsabilidad social corporativa en la multinacional de telecomunicaciones Nortel Networks. De 2003 a 2012, fue vicepresidenta de ética y cumplimiento en Premier, Inc, una organización de compras de grupos de atención sanitaria. También trabajó como directora de Barry & Associates, una organización independiente de consultoría para corporaciones multinacionales en cuestiones relacionadas con la ética empresarial y la responsabilidad social corporativa.

### Carrera política

#### Concejala
Megan Barry fue elegida por primera vez para uno de los cinco escaños del Consejo Metropolitano de 40 miembros en septiembre de 2007,y fue reelegida para un segundo mandato de cuatro años en agosto de 2011. Al ser reelegida, fue la más votada entre los cinco miembros que aspiraban a un segundo mandato.
Durante su primer mandato, Barry presidió la Comisión de Presupuesto y Finanzas y la Comisión de Educación. En 2009, encabezó una iniciativa para aprobar un proyecto de ley que prohibía la discriminación de los empleados municipales por motivos de orientación sexual e identidad de género. En 2013-2014, presidió la Comisión de Reglamento y fue miembro de la Comisión de Presupuesto y Finanzas y de la Comisión de Personal.
En Nashville el 26 de junio de 2015 celebró la primera boda entre personas del mismo sexo .

### Campaña política para ser alcaldesa
Barry fue elegida por primera vez para uno de los cinco escaños del Consejo Metropolitano de 40 miembros en septiembre de 2007,y fue reelegida para un segundo mandato de cuatro años en agosto de 2011. Al ser reelegida, fue la más votada entre los cinco miembros que aspiraban a un segundo mandato.
Durante su primer mandato, presidió la Comisión de Presupuesto y Finanzas y la Comisión de Educación. En 2009, encabezó una iniciativa para aprobar un proyecto de ley que prohibía la discriminación de los empleados municipales por motivos de orientación sexual e identidad de género. En 2013-2014, presidió la Comisión de Reglamento y fue miembro de la Comisión de Presupuesto y Finanzas y de la Comisión de Personal.
Megan Barry celebró la primera boda entre personas del mismo sexo en Nashville el 26 de junio de 2015.
En abril de 2013 inició su campaña para la alcaldía presentando documentación ante la Comisión Electoral del condado de Davidson en la que nombraba tesorera de su campaña a la abogada de Nashville Leigh Walton.
Recibió el mayor número de votos para la alcaldía en estas elecciones, pero no alcanzó la mayoría absoluta de los votos emitidos en la carrera, por lo que se enfrentó en segunda vuelta al gestor de fondos de cobertura David Fox, segundo clasificado.Aunque los principales medios en Nashville promocionaron al propietario de apartamentos Bill Freeman como favorito para ganar las elecciones para la alcaldía, el periódico Nashville pronosticó que la carrera sería una segunda vuelta entre Barry y Fox, y luego mostró a Barry tomando la delantera en la segunda vuelta sobre Fox. La segunda vuelta fue notada por muchos como una campaña particularmente sucia, con ambos candidatos lanzando varios ataques personales contra el otro.
Recaudó US $ 1,1 millones en contribuciones políticas durante su campaña. Recibió US $ 1,500 de Wayne T. Smith, que se desempeña como CEO de Community Health Systems; US $ 1,500 de R. Milton Johnson, que funge como CEO de Hospital Corporation of America (HCA); US $ 5,000 de HCA; US $ 1,500 de Damon T. Hininger, CEO de Corrections Corporation of America (CCA); y US $ 1,500 del presidente de CCA, John D. Ferguson. Otro donante notable fue Mike Curb, el fundador de Curb Records. También recibió US $ 7.600 de Nashville Business Coalition, una organización empresarial.
Ganó a Fox en una segunda vuelta el 10 de septiembre.

### Alcaldesa deNashville
Asumió el cargo el 25 de septiembre de 2015, convirtiéndose en la primera mujer en ocupar el puesto y la segunda mujer en ser alcaldesa de una de las "Cuatro Grandes" ciudades de Tennessee. Su toma de posesión se celebró en el Music City Center en Nashville bajo el lema "Hacemos Nashville".
Al principio de su mandato, reunió al equipo más diverso en la historia de Nashville. Ella designó al primer Director de Diversidad de Nashville para revisar y supervisar las políticas relacionadas con la diversidad en la contratación y promociones dentro del Gobierno Metro. También se enfocó en involucrar a la comunidad en el gobierno con la Oficina de Vecindarios y Compromiso con la Comunidad del Alcalde, que incluye la Oficina de Nuevos Americanos enfocada en llegar a las comunidades de inmigrantes y refugiados.
Comenzó su mandato trabajando agresivamente a través de una Agenda de Acción de tres añospara abordar el creciente problema de tráfico de Nashville actualizando y sincronizando las señales de tráfico de una manera que redujo la congestión en las principales picas y corredores de la ciudad, reduciendo el promedio de viajes retrasos en un 24% y reducción del consumo de gas en un estimado de 830,000 galones solo en el primer año.
Pronto adoptó el concepto de Visión Cero para reducir las muertes relacionadas con el tránsito en el Condado de Davidson al invertir en pavimentación, aceras y ciclovías. También trabajó para mejorar las intersecciones peligrosas en áreas de alto tráfico y buscó proyectos de construcción rápida para promover una mejor seguridad.
A principios de 2017, trabajó con el Gobernador Bill Haslam y la Asamblea General de Tennessee para promover y aprobar la Ley IMPROVE, que aumentará los fondos para proyectos viales en todo Tennessee y dará a los votantes la oportunidad de crear mecanismos de financiación sostenible para el transporte público. Barry anunció que buscaría llevar a cabo un referéndum en la boleta electoral en 2018 que crearía un sistema integral de transporte público en todos los rincones del condado de Davidson.
También pasó gran parte de sus primeros dos años trabajando para mejorar el estado de la vivienda asequible en Nashville. Se comprometió a poner $ 10 millones en su presupuesto operativo recomendado cada año para el Fondo Fiduciario de Barnes para Viviendas Asequibles, un fondo que ayudó a crear como miembro del Consejo Metropolitano de Nashville y del Condado de Davidson. También creó el Programa Piloto de Incentivos a la Vivienda en abril de 2017 para alentar el desarrollo residencial de ingresos mixtos, establecer asociaciones público-privadas para viviendas económicas y de mano de obra en propiedades propiedad de Metro, y anunció su intención de utilizar $ 25 millones en obligaciones generales para preservar viviendas asequibles existentes o construir nuevos desarrollos propiedad de Metro.
Uno de los principales logros de Barry en su primer mandato fue la creación y expansión del programa Opportunity NOW, cuyo objetivo era reducir las crecientes tasas de violencia juvenil y desempleo mediante la creación de 10.000 empleos remunerados y oportunidades de pasantías para adolescentes y adultos jóvenes de Nashville. los sectores privado, público y sin fines de lucro.
En mayo de 2017, Barry también anunció la apertura de una tienda IKEA en Nashville, programada para 2020.
El 29 de agosto de 2017, Barry descartó al Consejo sobre la homosexualidad bíblica y la declaración de Nashville anti-LGBT de Womanhood como "mal nombrado" y poco representativo de la inclusión de Nashville y sus ciudadanos; en respuesta, ella promovió la Fundación de la Comunidad de Tennessee Nashville une la resolución.
La violencia con armas de fuego para los jóvenes de Nashville se incrementó durante su mandato, y aumentó hasta 21 muertes en enero-octubre de 2017. El Tennessean señaló que 2017 fue "el año más sangriento para adolescentes y niños en más de una década", muchos de los cuales eran afroamericanos y vivían en proyectos de viviendas administradas por la ciudad como James A. Cayce Homes. En respuesta, Barry prometió "sacar armas ilegales de nuestras calles y fuera de las manos de niños y delincuentes peligrosos" y ofrecer más capacitación laboral para los jóvenes locales.
En octubre de 2017, reveló sus planes de $ 5,200 millones para expandir la infraestructura de transporte de Nashville, incluida la adición del servicio de tren ligero.
El 10 de diciembre de 2017, dedicó el primer galardón histórico en Tennessee para honrar a una activista LGBT, Penny Campbell, en el este de Nashville.

## Campaña para elCongreso de los Estados Unidosde 2024
En diciembre de 2023, Barry anunció que se postularía para el cargo de Representante  de la Cámara de Representantes de los Estados Unidos del 7.º distrito congresional de Tennessee, contra el actual Representante, el republicano Mark Green. en esta elección salió ganador Green.

## Escándalo y renuncia
La alcaldesa de Nashville Megan Barry renunció el martes tras admitir que robó miles de dólares de las arcas municipales y que tuvo una relación extramarital con su guardaespaldas principal. Barry, que es demócrata, era una alcaldesa sumamente popular que albergaba planes ambiciosos de transformar la ciudad en un centro urbano importante, cuando asombró a los ciudadanos al admitir el amorío y posteriormente admitir un delito grave de 'robo de propiedad' por más de 10,000 dólares. Aceptó reembolsar a la ciudad de Nashville 11,000 y cumplir tres años de libertad condicional. Fue reemplazado por el Vicealcalde David Briley.

## Vida personal
Está casada con Bruce Barry, profesor de la Owen Graduate School of Management de la Universidad de Vanderbilt y colaborador de Nashville Scene. La pareja tuvo un hijo, Max. El 30 de julio de 2017, la oficina del alcalde anunció que el único hijo de Barrys, Max, había muerto de una aparente sobredosis de drogas en Denver, Colorado, a los 22 años.
El 31 de enero de 2018, admitió que tuvo una relación extramatrimonial de dos años con el sargento de policía de Nashville Robert Forrest Jr., quien era el oficial de policía a cargo de su seguridad, que incluía viajes de negocios extendidos solos. Sin embargo, sostuvo que Forrest no era un subordinado suyo mientras trabajaban juntos, y que no quería "embarrar el movimiento Me Too".